# Spongia adjimensis
Spongia adjimensis är en svampdjursart som först beskrevs av Topsent 1925.  Spongia adjimensis ingår i släktet Spongia och familjen Spongiidae.
Artens utbredningsområde är Tunisien. Inga underarter finns listade i Catalogue of Life.